# Bataille de Punitz
Grande guerre du Nord
Batailles
- Riga I
- Narva I
- Daugava
- Rauge
- Erastfer
- Kliszów
- Hummelshof
- Nöteborg
- Saladen
- Pułtusk
- Jēkabpils
- Narva II
- Poznań
- Punitz
- Gemauerthof
- Varsovie
- Hrodna
- Fraustadt
- Kletsk
- Kalisz
- Holowczyn
- Malatitze
- Lesnaya
- Poltava
- Perevolochna
- Helsingborg
- Viborg
- Riga II
- Baie de Køge
- Fladestrand
- Gadebusch
- Bender
- Pälkäne
- Storkyro
- Hangö Oud
- Fehmarn Bält
- Rügen
- Kristiania (Oslo)
- Stralsund
- Dynekilen
- Osel
- Stäket
- Grengam

La bataille de Punitz a lieu le 28 octobre 1704 à Punitz (aujourd'hui Poniec, en Pologne) durant la grande guerre du Nord. L'armée suédoise de Charles XII essaye sans succès de déloger l'armée saxonne de Johann Matthias von der Schulenburg par des charges de cavalerie. Après la défaite de leur cavalerie, les Saxons se déploient en un grand carré près du village de Janitz à l'ouest de Punitz. Ils parviennent à se retirer en Saxe malgré la poursuite des Suédois.

## Historique
« 
Le général saxon Johann Matthias von der Schulenburg évacue la Pologne poursuivi par le roi Charles XII de Suède, qui l'atteint et l'attaque près de la petite ville de Punitz sur la frontière de Silésie le 28 octobre 1704. Schulemburg a 12 bataillons, 6 canons et 500 cavaliers qui forment son arrière-garde, et doivent seulement observer les Suédois. Le roi de Suède a devancé son armée avec 9 régiments de cavalerie comptant ensemble 4 000 hommes ; les Saxons en comptent 6 000, mais à cette époque la cavalerie est considérée comme largement supérieure à l'infanterie, que cette dernière ne croit pas pouvoir lui résister en rase campagne sans être couverte par l'artillerie. Schulemburg ne partage pas cette manière de voir, et depuis longtemps, il a exercé avec soin son infanterie à combattre la cavalerie. 
Instruit de l'approche de ses ennemis, il cherche à gagner une position favorable près de Punitz, mais avant d'y parvenir, il est attaqué par un régiment suédois de l'avant-garde. Ses troupes marchent en ce moment dans l'ordre suivant : en première ligne, huit bataillons avec l'artillerie et quelques escadrons sur les ailes, en réserve quatre bataillons, toute l'infanterie était sur trois rangs. Une partie de la cavalerie saxonne qui était encore en arrière est attaquée par les Suédois et rejetée sur son infanterie de telle sorte que deux bataillons sont rompus par amis et ennemis ; le reste de la cavalerie est jeté dans un marais, une pièce est encore perdue. Mais la mitraille et la mousqueterie des Saxons force les Suédois à la retraite, leurs autres régiments ne pouvant pas encore prendre part au combat. 
Schulemourg profite de ce moment de répit pour se remettre en ordre, et gagner Janitz, où il se poste de sorte que ce village couvre son aile droite, tandis qu'une épaisse forêt couvre la gauche, et que le front se trouve protégé par quelques fossés. La formation de combat de l'infanterie demeure la même, mais on lui recommande de ne tirer qu'avec le plus grand calme, et lorsque les chevaux seront sur les baïonnettes, on doit pour ce cas tenir en réserve des balles coulantes que l'on mettrait sur la cartouche. Les Saxons sont attaqués pour la seconde fois par quatre régiments ensemble mais sans réserves, parce que le roi a détaché les cinq autres pour faire un mouvement tournant. Cette seconde attaque est encore repoussée, et les Suédois ont des pertes considérables. 
Pour se garder contre une attaque simultanée de tous les côtés, Schulemburg tente former un grand carré. Mais avant que le quatrième côté soit formé, les Suédois attaquent une troisième fois avec les 9 régiments réunis dont l'un même parvient à se jeter dans l'intervalle non rempli du carré. Les cavaliers qui y sont entrés sont presque tous tués ou blessés par les Saxons, et les autres régiments mis en fuite. La nuit qui commence à tomber de même que le désordre dans lequel se trouvaient les Suédois, tire les Saxons de cette position difficile. 
Schulemburg aurait attaqué volontiers lui-même les Suédois, et cette manœuvre aurait pu avoir des suites très favorables dans ces circonstances, mais il n'ose le faire surtout parce que les Suédois attendent un renfort de 4 000 hommes. Il continue donc sa retraite, et passe l'Oder sans encombre, emportant même avec lui des trophées, mais doit laisser en arrière les canons dont les attelages ont été tués ou se sont enfuis. Les Saxons perdent environ 500 hommes, presque tous cavaliers. Les Suédois ont plus de 300 morts ou blessés et perdent surtout beaucoup de chevaux. Schulemburg est légèrement blessé trois fois.
 »
— Karl Eduard Poenitz, Extrait de la tactique de l'infanterie et de la cavalerie pour les officiers de toutes armes

## Sources
- Karl Eduard Poenitz, Extrait de la tactique de l'infanterie et de la cavalerie pour les officiers de toutes armes, Ed. Albrecht, 1861 (présentation en ligne)